# Tirà becplaner amazònic
El tirà becplaner amazònic (Tolmomyias assimilis) és un ocell de la família dels tirànids (Tyrannidae).

## Hàbitat i distribució
Habita els boscos de les terres baixes, des de l'oest, nord i sud-est de Colòmbia, sud de Veneçuela i Guaiana, cap al sud, a través de l'est de l'Equador i est del Perú fins al nord de Bolívia i Brasil amazònic.